# Geert De Vlieger
Geert De Vlieger (ur. 16 października 1971 roku w Dendermonde) – belgijski piłkarz występujący na pozycji bramkarza.

## Kariera klubowa
Geert De Vlieger zawodową karierę rozpoczynał w 1989 roku w zespole KSK Beveren. Miejsce między słupkami tej drużyny wywalczył sobie w sezonie 1991/1992, w którym rozegrał 34 spotkania. Łącznie w barwach Beveren wystąpił w 136 meczach, po czym latem 1995 roku przeniósł się do jednego z najbardziej utytułowanych klubów w kraju - RSC Anderlechtu. W pierwszym sezonie pobytu w ekipie "Fiołków" De Vlieger był zmiennikiem dla Filipa De Wilde, jednak w kolejnych rozgrywkach zagrał już w 32 meczach. W sezonie 1997/1998 między słupkami brukselskiego zespołu stanął 17 razy, po czym został wypożyczony do KRC Harelbeke. Tam wywalczył sobie miejsce w podstawowym składzie, ale po powrocie na Stade Constant Vanden Stock znów musiał uznać wyższość De Wilde. W trakcie sezonu 1999/2000 Geert zdecydował się zmienić klub i podpisał kontrakt z występującym w Eredivisie Willem II Tilburg. Grał tam do 2004 roku i przez cały okres pobytu w "King's Army" De Vlieger był numerem jeden w bramce holenderskiego klubu. Kolejną drużyną w karierze belgijskiego golkipera był Manchester City. W zespole "The Citizens" Geert przez dwa sezony był rezerwowym dla Davida Jamesa, po czym wrócił do kraju i związał się umową z SV Zulte-Waregem. W 2008 roku De Vlieger odszedł do Club Brugge, gdzie pierwszym bramkarzem był Stijn Stijnen. W 2011 roku zakończył karierę.

## Kariera reprezentacyjna
W reprezentacji Belgii De Vlieger zadebiutował w 1999 roku. W 2000 roku wraz z drużyną narodową pojechał na mistrzostwa Europy, na których "Czerwone Diabły" zostały wyeliminowane już w pierwszej fazie turnieju. Następnie Geert wziął udział w Mistrzostwach Świata 2002. Na tej imprezie Belgowie zajęli drugie miejsce w swojej grupie i awansowali do 1/8 finału. W tej fazie turnieju zespół Roberta Waseige przegrał 2:0 z późniejszymi zwycięzcami mundialu - Brazylijczykami. De Vlieger na boiskach Korei Południowej i Japonii był podstawowym golkiperem w kadrze i zagrał we wszystkich czterech spotkaniach. Łącznie dla drużyny narodowej zaliczył 43 występy.